# Zoltan Dienes
Zoltan Dienes (hongarès: Dienes Zoltán Pál)  (Budapest, 11 de setembre de 1916 - Wolfville, Nova Scotia, 11 de gener de 2014) va ser un matemàtic i pedagog hongarès, que va tenir molta influència a partir dels anys 1960's en els mètodes d'ensenyament de les matemàtiques als infants.

## Vida i Obra
El seu pare era un comunista que va tenir algun càrrec a la República Soviètica Hongaresa durant el breu govern de Béla Kun, mentre la seva mare era una catòlica practicant. El 1919, en caure el govern comunista, el pare va marxar a Viena i l'any següent van seguir la seva dona i els fills. L'any següent els pares es van separar i la mare amb els dos fills va anar a viure a Niça i, després, a París. Després d'un temps a Alemania van viure a Budapest on Dienes va cursar estudis secundaris fins que el 1931 es va traslladar a Londres, on el seu pare era professor al Birkbeck College. A Londres va acabar el estudis secundaris a la Dartington Hall School i va fer els estudis universitaris de matemàtiques a la universitat de Londres en la qual es va graduar el 1937 i doctorar el 1939. A continuació va ser professor de secundaria durant dos curso,s abans de ser docent, successivament, de les universitats de Southampton, Sheffield, Manchester i Leicester. Mentre exercia la docència, també es va graduar en psicologia a la universitat de Londres com alumne extern.
El curs 1960-1961 va estar al Centre d'Estudis Cognitius de la universitat Harvard i, durant els vint anys següents, va publicar els seus texts més influents sobre l'ensenyament de les matemàtiques als infants. Des de 1961 fins a 1964 va ser professor de psicologia a la universitat d'Adelaida (Austràlia) i des del 1964 va ser cap del departament de recerca psico-matemàtica de la universitat de Sherbrooke (Quebec). Des de 1975 va estar a la universitat Brandon (Manitoba) i des de 1978 va fer de consultor d'ensenyamnet matemàtic per a diferents països i organitzacions, com l'OCDE o UNICEF.

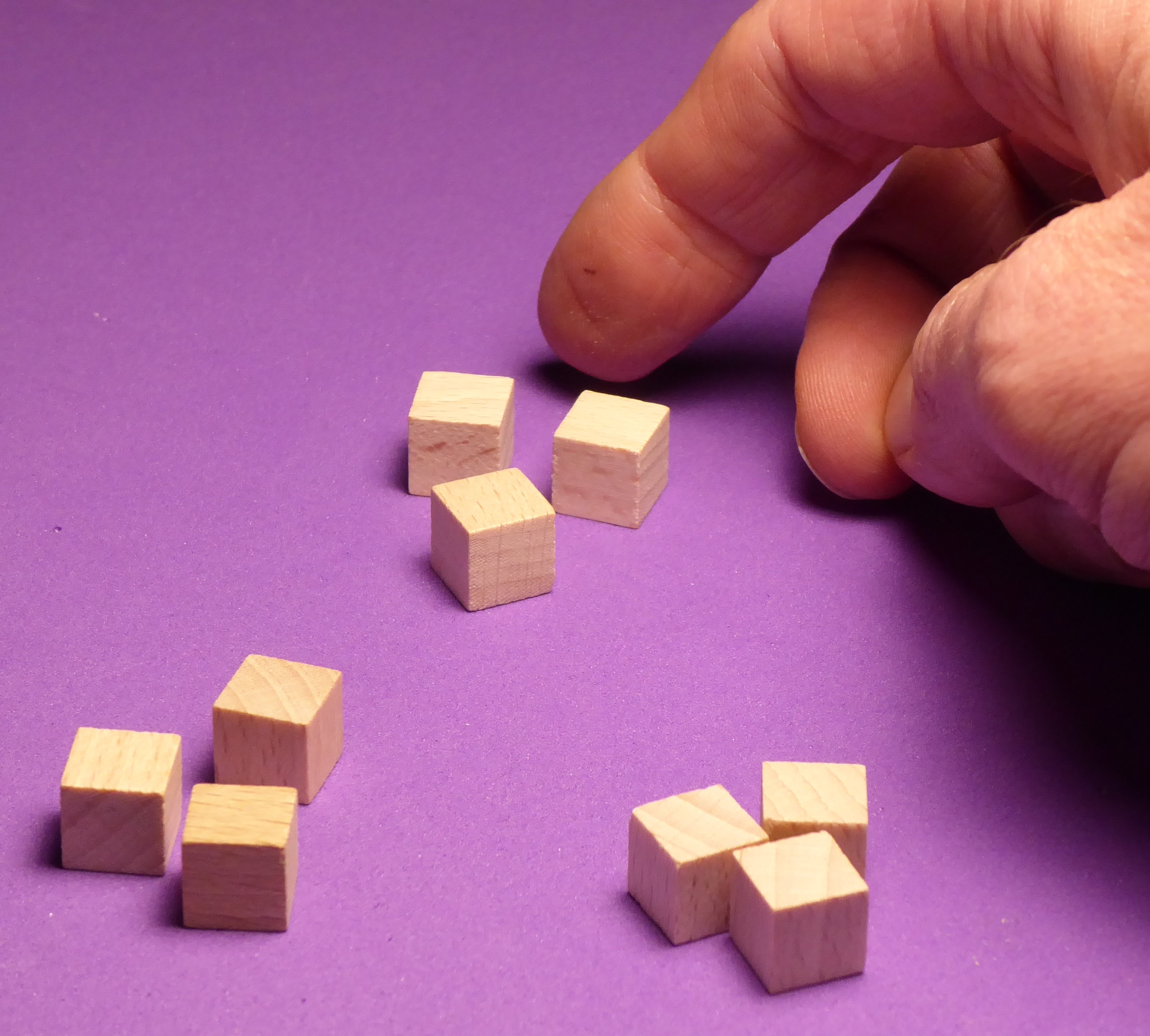
Blocs Base Deu o Blocs de Dienes.

Dienes considerava que la comprensió d'una idea matemàtica depèn del mètode de comunicació utilitzat pel professor. Per aconseguir una comunicació eficient, aquesta s'havia de basar en quatre principis: principi dinàmic, principi constructiu, principi de variabilitat perceptual i principi de variabilitat matemàtica, i tots ells governats per un mètode d'encarnament dels conceptes. Com Jean Piaget, considerava que l'aprenentatge es desenvolupa en sis etapes: joc lliure, joc reglat, cerca d'elements comuns, representació, simbolització i formalització. Per a dirigir aquestes etapes va desenvolupar diferents eines i jocs, com els blocs de Dienes, que s'introduïen a les primeres etapes.
Dienes, que era una persona interessada en tota la cultura, també va escriure poesies (publicades l'any 2000 en un llibre titulat Calls from the Past) i unes memòries (publicades l'any 2003 en un llibre titulat Memoirs of a Maverick Mathematician).